# 阿古斯塔
阿古斯塔（Agusta）是意大利曾经的一家直升机制造商，于1923年由乔瓦尼·阿古斯塔伯爵创立，总部位于意大利北部的萨马拉泰。2000年7月，阿古斯塔与韦斯特兰直升机公司合并为阿古斯特維斯特蘭。阿古斯特維斯特蘭是一家跨国直升机设计和制造公司，也是列奥纳多股份有限公司的全资子公司。

## 外部鏈接
- 列奥纳多-芬梅卡尼卡官方网站 （页面存档备份，存于）